# Héctor Cornejo Chávez
Héctor Cornejo Chávez (Arequipa, 15 de noviembre de 1918-Lima, 11 de julio de 2012) fue un jurista, escritor y político liberacionista peruano. Se abocó al campo de las leyes, especializándose en derecho de familia. En 1956 fundó el partido Democracia Cristiana (DC).

## Biografía
Héctor Cornejo Chávez fue hijo de Héctor Cornejo Gilt y Laura Chávez Quesada de Cornejo; fue el segundo de 12 hermanos. Estudió en el Colegio San Francisco de Arequipa, del cual fue también profesor.
Hizo sus estudios de Derecho en la Universidad Nacional de San Agustín de Arequipa. Casado en 1945. Estuvo casado con Favetta Fava (ya fallecida) y fue padre de María Teresa, Cecilia, Héctor Enrique y Patricia Lucía.

### Trabajo docente
Fue, durante 15 años, catedrático de la Universidad de San Agustín. También lo fue, aunque brevemente, de la Universidad Nacional Mayor de San Marcos, de la Universidad San Martín de Porres, de la Universidad Inca Garcilaso de la Vega y de la Facultad de Teología, donde enseñó Realidad Peruana.
Llegado a Lima, en 1947, hallándose vacante la cátedra de Derecho de Sucesiones, desempeñada por el jurista Luis Echecopar García, en la Pontificia Universidad Católica del Perú, es invitado a hacerse cargo de la misma. Este encargo dura un año y retorna a Arequipa a las de Economía y Derecho Civil.
Diez años más tarde, al ser electo Diputado por Arequipa en las elecciones generales de 1956, retorna a la Universidad Católica, a la cátedra de Derecho de Familia, la cual sería su especialidad profesional y docente durante 31 años. Fundó y dirigió el Instituto de Investigaciones Jurídicas de la PUCP. En 1967, gracias al apoyo del International Legal Center, se tomó contacto con la Universidad de Wisconsin donde estuvo unos meses. En 1990, la PUCP, en reconocimiento a su trabajo, editó el Libro-Homenaje: La familia en el Derecho Peruano.

### Vida política
En mayo de 1947, sus amigos Juan Manuel Polar y Guillermo Bustamante y Rivero le comunican el pedido del Presidente José Luis Bustamante y Rivero para encargarse de la Secretaría de la Presidencia de la República. Estuvo junto a él hasta que fue derrocado el 28 de octubre de 1948 por el General Manuel A. Odría. Fue secretario de Francisco Mostajo.
En 1955, atraído por el social cristianismo, con el lema "Ni capitalismo ni comunismo: por el bien común", y como confluencia de dos movimientos de resistencia a Odría en Lima y Arequipa, funda la Democracia Cristiana, con Javier de Belaúnde, Ernesto Alayza Grundy, Mario Polar Ugarteche y Roberto Ramírez del Villar.
En las elecciones generales de 1962 postula a la Presidencia y obtiene 48792 votos con un ínfimo 2,9%. En las elecciones de 1963, la alianza de su partido y Acción Popular gana las elecciones presidenciales con Fernando Belaúnde Terry. Cornejo resulta elegido Senador de la República por el departamento de Lima en esa oportunidad.
Con motivo de la firma del Contrato de la Breña y Pariñas con la IPC y el escándalo de la página once, disuelve la alianza.
El creciente antagonismo con Luis Bedoya Reyes, condujo al cisma partidario de 1966 tras el cual un numeroso grupo se separa de la Democracia Cristiana, fundando el Partido Popular Cristiano ese mismo año.
Tras el golpe militar de 1968 Cornejo Chávez abandonó sus condiciones democráticas y fue un decidido aliado civil de la dictadura militar del general Juan Velasco Alvarado. Así, colaboró con la purga del Poder Judicial para alinear este poder con esa dictadura de izquierdas y redactó el muy represivo Estatuto de Prensa, de donde provino el término despectivo de "parapetados" para definir a los periodistas sumisos a esa dictadura. Tampoco le incomodaron las deportaciones de opositores a ese régimen. En julio de 1974, asumió la dirección del diario El Comercio de Lima, durante el proceso de confiscación de la prensa escrita en el Gobierno Militar de Juan Velasco Alvarado. Por todo ese pasado fue vetado como catedrático de Derecho en la Universidad de Lima en 1984.
En 1978 fue elegido miembro de la Asamblea Constituyente, presidida por Víctor Raúl Haya de la Torre, que daría origen a la Constitución Política de 1979.

## Obras
- Derecho Familiar Peruano. 2 Tomos. Lima, Studium Ediciones, 1985
- La esperanza del mundo Pobre Lima, 1979

## Premios y reconocimientos
- Medalla de Honor del Congreso de la República en el grado de Gran Cruz (2004)
- Profesor Emérito del Departamento de Derecho de la Pontificia Universidad Católica del Perú (1987)

## Fallecimiento
Falleció el 11 de julio de 2012 a la edad de 93 años víctima de un paro cardíaco. Sus restos yacen en el cementerio Parque del Recuerdo donde abogados y políticos de diversas generaciones acompañaron a sus familiares a fin de darle el último adiós.